# Jakub Mokran
Jakub Mokráň (nacido en Handlová, el 3 de mayo de 1999) es un jugador de baloncesto eslovaco que mide 2,01 metros y puede alternar las posiciones de ala-pívot. Actualmente pertenece a la plantilla del San Sebastián Gipuzkoa Basket Club de la Primera FEB.

## Trayectoria
Mokráň se formó en las categorías inferiores del BC Prievidza de su ciudad natal, hasta llegar a debutar en la temporada 2015-16 en la SBL, la máxima competición de su país. 
Tras seis temporadas en el conjunto de Handlová, en la temporada 2020-21 firma por dos temporadas con el BK Iskra Svit de la SBL.
En la temporada 2022-23, firma por el BK Opava de la Národní Basketbalová Liga, la primera división checa, con el que promedió 14 puntos y 6 rebotes y 10 puntos y 6,5 rebotes en sus dos últimas temporadas. Además, durante las dos temporadas disputó la Basketball Champions League.
El 26 de julio de 2024, firma por el San Sebastián Gipuzkoa Basket Club de la Liga LEB Oro.

### Internacional
En 2020 debuta con la Selección de baloncesto de Eslovaquia.